# I’m Looking Through You
I’m Looking Through You (englisch sinngemäß für: Ich durchschaue Dich) ist ein Lied der britischen Band The Beatles, das 1965 auf ihrem sechsten Studioalbum Rubber Soul veröffentlicht wurde. Komponiert wurde es von John Lennon und Paul McCartney und unter der Autorenangabe Lennon/McCartney veröffentlicht.

## Hintergrund

Paul McCartney und Jane Asher

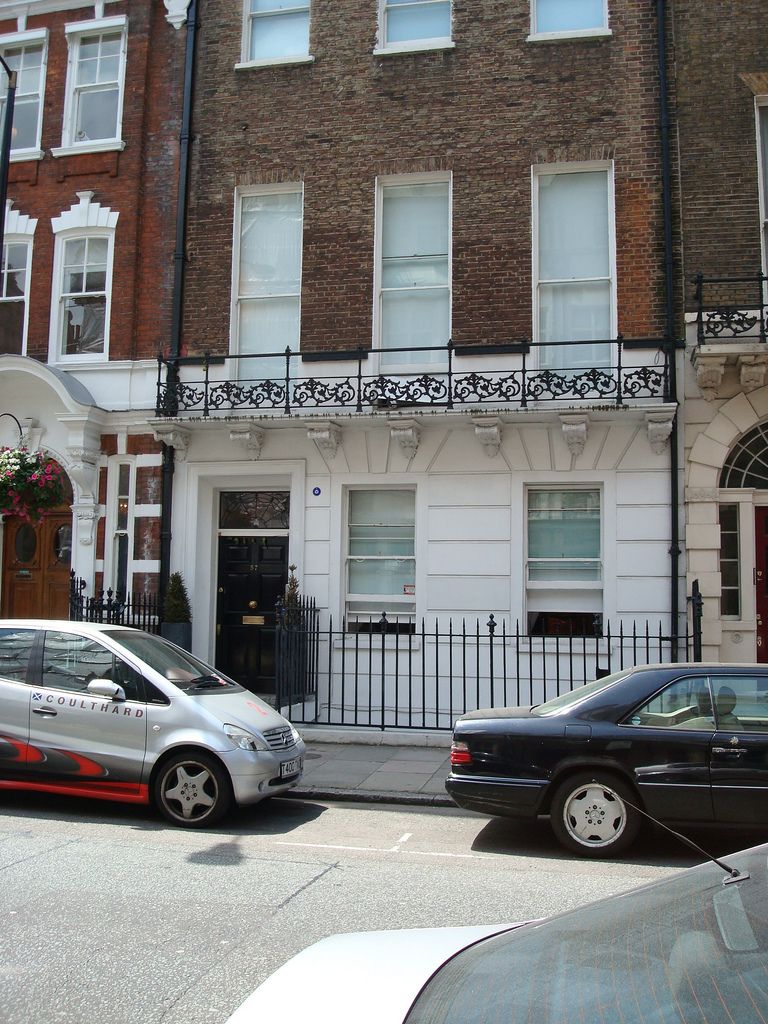
Elternhaus von Paul McCartneys Freundin Jane Asher in der Wimpole Street, London

I’m Looking Through You basiert auf den musikalischen Ideen von Paul McCartney. Er schrieb das Lied überwiegend in dem Elternhaus seiner damaligen Freundin Jane Asher, in der Londoner Wimpole Street, während einer Beziehungskrise mit Asher, die zu der Zeit in Bristol im Old Vic Theater ein Schauspielengagement hatte. McCartney führt in dem Text aus, das sich Asher verändert hätte, obwohl sie nach wie vor so aussieht wie vormals und dass die Liebe über Nacht verschwunden sei.
I’m Looking Through You wurde nicht in das Liverepertoire der Gruppe im Jahr 1965 aufgenommen.

## Aufnahmen
- I’m Looking Through You wurde erstmals am 24. Oktober 1965 in den Londoner Abbey Road Studios (Studio 2) mit dem Musikproduzenten George Martin aufgenommen, Norman Smith war der Toningenieur der Aufnahmen. Die Band nahm das Musikstück in One Take auf, wobei aber noch weitere Overdubs eingespielt wurden.[2] Die Aufnahmesession dauerte zwischen 14:30 und 19:00 Uhr. Die Beatles waren mit dem musikalischen Ergebnis nicht zufrieden.
- Am 6. November 1965 wurde eine weitere Version aufgenommen, wobei die Beatles zwei weitere Takes einspielten. Die Aufnahmen fanden zwischen 19 und 1 Uhr statt. Auch diese Aufnahme wurde nicht verwendet.
- Die veröffentlichte Version wurde am 10. (Instrumentalteil – ein Take) und am 11. November (Gesangsteil) eingespielt. In einer siebenstündigen Aufnahmesession zwischen 21 und 4 Uhr wurde noch das Lied The Word aufgenommen.

Die Abmischungen des Liedes erfolgten am 15. November 1965 in Mono und in Stereo.
Die US-amerikanische Stereoversion des Liedes I’m Looking Through You wird am Anfang zweimal kurz beendet, bevor das eigentliche Lied beginnt, sodass es ungefähr zehn Sekunden länger ist als die britische Stereoversion.
Besetzung
- John Lennon: Akustikgitarre, Hintergrundgesang
- Paul McCartney: Bass, Leadgitarre, Akustikgitarre, Gesang
- George Harrison: Akustikgitarre
- Ringo Starr: Schlagzeug, Tamburin

Am 26. Februar 1987 erfolgte die Erstveröffentlichung des Albums Rubber Soul als CD in Europa (USA: 21. Juli 1987), in einer von George Martin im Jahr 1986 hergestellten digitalen neuen Stereoabmischung.

## Veröffentlichungen
- Am 7. Dezember 1965 erschien in Deutschland das zehnte Beatles-Album Rubber Soul, auf dem I’m Looking Through You enthalten ist. In Großbritannien wurde das Album schon am 3. Dezember 1965 veröffentlicht, dort war es das sechste Beatles-Album.
- In den USA wurde I’m Looking Through You auf dem dortigen elften Album Rubber Soul am 6. Dezember 1965 veröffentlicht.
- Der Aufnahme-Take 1 von I’m Looking Through You wurde auf dem Kompilationsalbum Anthology 2 veröffentlicht.

## Coverversionen
Folgend eine kleine Auswahl:
- Davy Graham – Midnight Man [4]
- Lisa Lauren – Loves The Beatles [5]
- Roberta Flack – Let It Be Roberta: Roberta Flack Sings The Beatles [6]